# Cynkowanie ogniowe

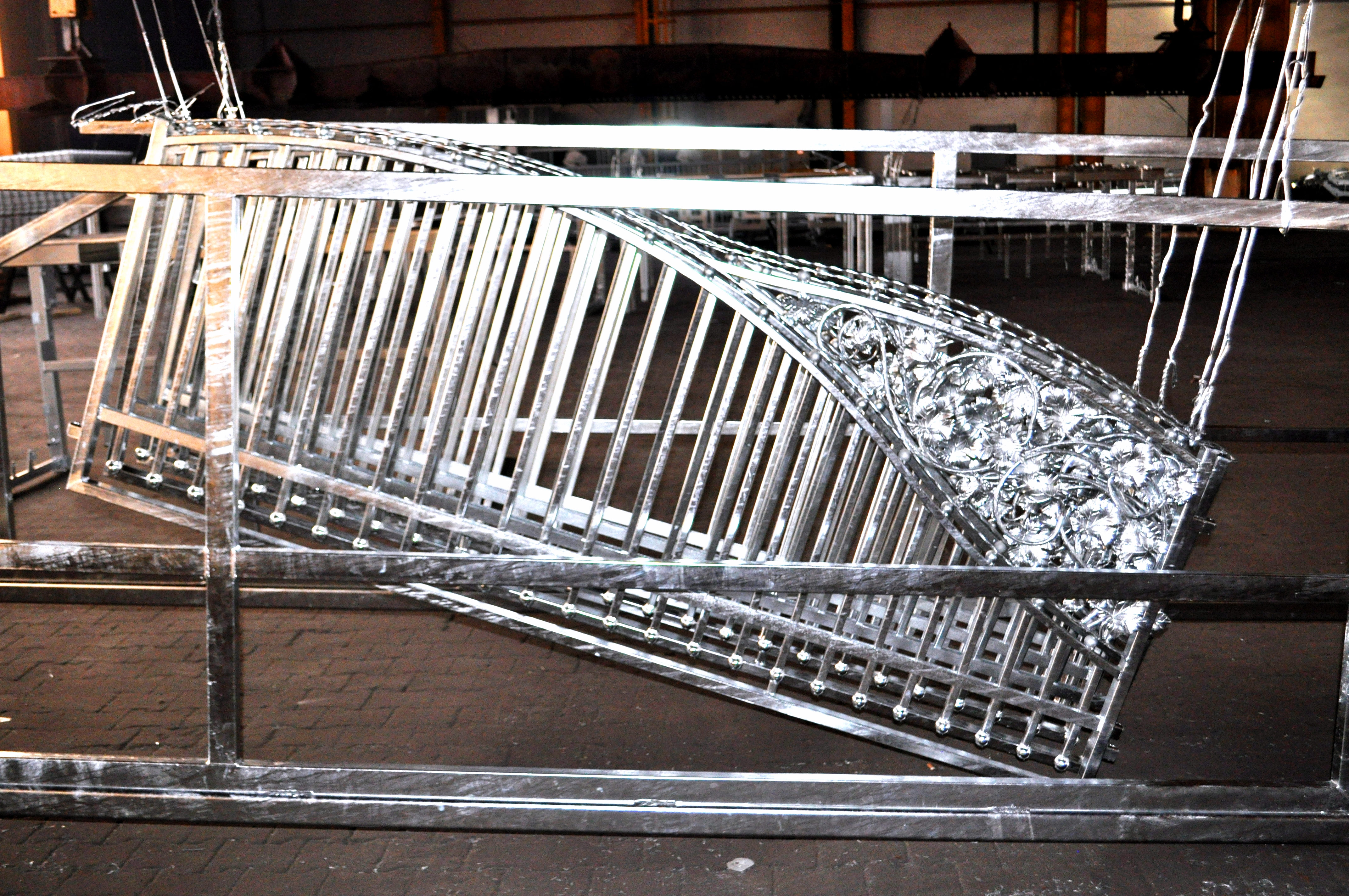
Przykład elementów ocynkowanych ogniowo

Cynkowanie ogniowe – proces nakładania mechanicznie wytrzymałej powłoki cynku na stal.

## Przebieg cynkowania ogniowego
Przed cynkowaniem właściwym elementów konieczne jest ich odpowiednie przygotowanie poprzez wykonanie obróbki wstępnej. Służy ona oczyszczeniu elementów z wszelkich zanieczyszczeń, tj. rdzy, zendry, szlaki spawalniczej, olejów, smarów itp. Po obróbce wstępnej i osuszeniu elementy zanurzane są w płynnym cynku. Cynk topi się w temperaturze ok. 419 °C, natomiast temperatura robocza kąpieli cynkowej wynosi 440-460 °C, gdyż właśnie w takich warunkach żelazo i cynk szybko wchodzą w reakcję. Podczas zanurzenia elementu w kąpieli cynkowniczej na skutek wzajemnej dyfuzji płynnego cynku z powierzchnią stali dochodzi do wytworzenia się warstwy cynku, składającej się w istocie z różnorodnych warstw stopowych cynku i żelaza. Zazwyczaj stal musi być zanurzona w cynku tylko przez kilka minut. Element prefabrykowany wyjmowany jest z kąpieli cynkowej po zakończeniu reakcji.

## Charakterystyka powłoki cynkowej

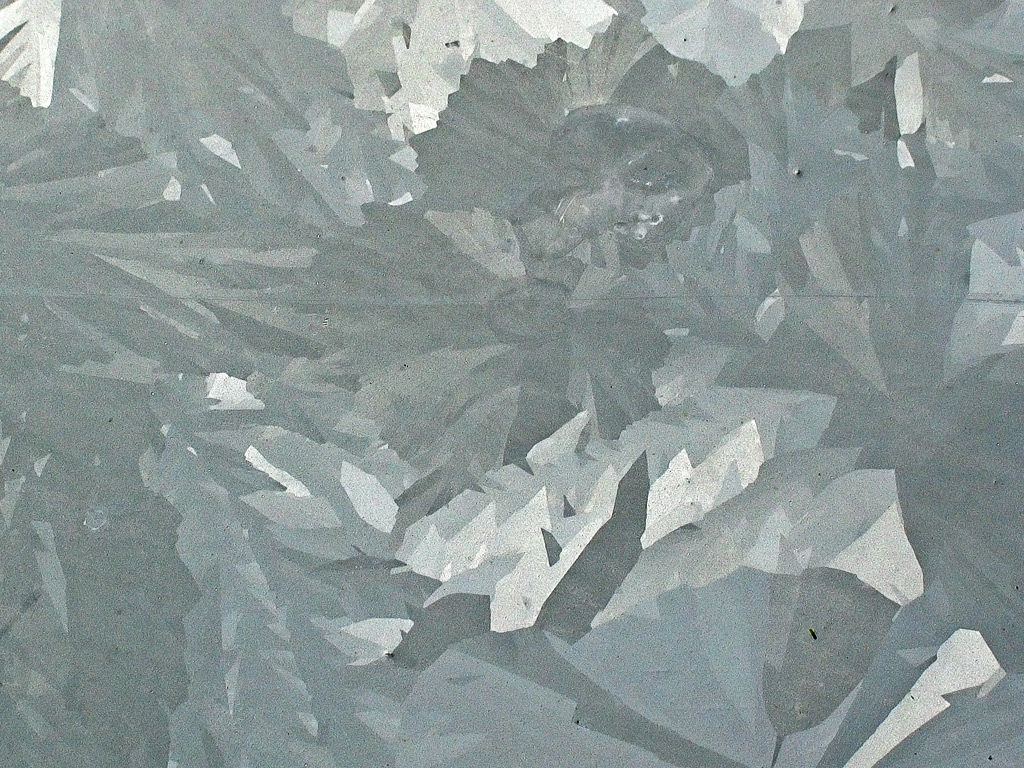
Powierzchnia ocynkowanej ogniowo stalowej balustrady. Zdjęcie przedstawia obszar o wymiarach około 6 × 4 cm.

Powłoka cynkowa ma dość skomplikowaną strukturę. Warstwa przylegająca bezpośrednio do elementu prefabrykowanego γ, ma grubość około 1 µm i jest stopem żelaza i cynku o zawartości ok. 25% żelaza. Powyżej znajduje się warstwa δ, która zawiera 10% żelaza. Następnie występuje warstwa ζ o zawartości ok. 6% żelaza i mocno widocznych na zewnątrz metalicznych kryształach. Na końcu znajduje się warstwa prawie czystego cynku.

## Zalety cynkowania ogniowego[1]
- zwiększony okres ochrony części budowlanych (do 50 lat)
- brak potrzeby konserwacji
- wytrzymałość z wysoką odpornością na tarcie i uderzenia
- optymalne dla pustych przestrzeni i krawędzi
- ochrona katodowa
- przyjazne dla środowiska
- korzystne cenowo

## Wady cynkowania ogniowego
- wymagana obróbka po cynkowaniu (usuwanie zacieków, poprawianie otworów)
- możliwe odkształcenie elementów
- konieczność przygotowania konstrukcji na etapie projektowania (m.in. otwory odpowietrzające i przelewowe)[2]